# Louis Lash
Ludwig Adriaan Rudolf (Louis) Lash (Batavia, 24 oktober 1902 – 12 juni 1978) was een Nederlands voetballer die als linksbuiten speelde.

## Carrière
Lash werd geboren in Nederlands-Indië en groeide op in Den Haag. Hij voetbalde als linksbuiten voor HBS waarmee hij in het seizoen 1924/25 ongeslagen landskampioen werd. Lash maakte deel uit van de selectie van het Nederlands voetbalelftal op de Olympische Zomerspelen 1924, maar kwam niet in actie. Lash kwam ook uit voor het Zwaluwenelftal. Medio 1928 ging hij terug naar Nederlands-Indië. Daar speelde hij nog in de OSVB-competitie voor DLSV en VVTT.
Hij was werkzaam als planter op Medan en vervolgens bij de firma Tji Saleh bij Rangkasbitoeng. In maart 1936 werd door de Raad van Justitie op Medan zijn faillissement uitgesproken In augustus werd dat, toen hij inmiddels zonder beroep in Bandoeng woonde, weer opgeheven.
Lash huwde op 22 september 1939 in Den Haag met Aaltje Papenhove (1912-1960). Hij was niet aanwezig bij zijn huwelijk aangezien hij nog in Nederlands-Indië verbleef en zijn zwager was zijn gemachtigde. Zijn vrouw vertrok in november 1939 met de ms Sibajak naar Nederlands-Indië. Hij was toen werkzaam als technisch medewerker van een petroleum maatschappij uit Batavia en was woonachting in Banjarmasin op Borneo. Het huwelijk was al ontbonden, en Papenhove al hertrouwd met Wim Abbink (1902-1945) toen Lash op 8 maart 1942 als toegevoegd soldaat in het KNIL tegelijk met Abbink bij Bandoeng gevangen genomen werd door de Japanse bezetter en gedetineerd werd in een jappenkamp. Lash hield een dagboek bij over als zijn periode als krijgsgevangene tijdens het transport van Java naar Flores waar hij van 10 mei 1943 tot 25 januari 1944 geïnterneerd was in Blomkamp in Maoemere en waar hij tot hij ziek werd tot 9 augustus 1944 dwangarbeid verrichtte. In 1951 kwam hij met repatrieringsschip Willem Ruys vanuit Tandjong Priok terug naar Rotterdam.
Joop ter Beek · 
Jan de Boer · 
Klaas Breeuwer · 
Harry Dénis · 
André le Fèvre · 
Ok Formenoij · 
Ber Groosjohan · 
Gerrit Horsten · 
Peer Krom · 
Louis Lash · 
Evert van Linge · 
Gejus van der Meulen · 
Jan de Natris · 
Jan Oosthoek · 
Kees Pijl · 
Henk Roomberg · 
Dick Sigmond · 
Albert Snouck Hurgronje · 
Hans Tetzner · 
Henk Vermetten · 
Ben Verweij · 
Gerrit Visser · 
Coach: William Townley